# Gare de Périgueux
Gare de Périgueux vasútállomás Franciaországban, Périgueux településen.

## Vasútvonalak
Az állomást az alábbi vasútvonalak érintik:
- Limoges-Bénédictins–Périgueux-vasútvonal
- Coutras-Tulle-vasútvonal

## Kapcsolódó állomások
A vasútállomáshoz az alábbi állomások vannak a legközelebb:
- Gare de Saint-Astier
- Gare de Niversac
- Gare de Château-l'Évêque
- Gare de Périgueux-Saint-Georges
- Boulazac Isle Manoire railway station (Gare de Niversac, Périgueux rail shuttle)
- Gare de Marsac (Gare de Mussidan, Périgueux rail shuttle)